# Shahrbanoo Sadat
Shahrbanoo Sadat, née en 1990 à Téhéran, est une réalisatrice d'origine afghane.

## Biographie
Originaire de Téhéran, Shahrbanoo Sadat passe la plus grande partie de son enfance dans la capitale iranienne. À l'adolescence, elle s’installe dans le village natal de ses parents, des réfugiés afghans. Après quatre années au cœur de cette communauté de bergers dans la campagne afghane, elle décide de retourner à l'école, pour tenter d’échapper au mariage qui lui est destiné. La jeune femme parvient à convaincre son père et le département d’éducation de la province de Bâmyân de l’inscrire au sein de l'établissement scolaire réservé uniquement aux garçons.
À 18 ans, elle profite d'une visite à l'une de ses sœurs installée à Kaboul, pour quitter définitivement son village. Shahrbanoo Sadat s'oriente vers la physique mais une erreur d'inscription l'a conduit à la section cinéma de l’Université de Kaboul. Moins d'une année après le début de son programme, elle quitte l'université et travaille comme productrice pour la chaîne de télévision privée afghane Tolo TV.
En 2009, elle participe à une formation des Ateliers Varan à Kaboul, un organisme français qui forme des documentaristes à toutes formes de cinéma vérité. Dans le cadre de l'atelier, elle réalise son premier court métrage documentaire nommé A Smile for life. 

## Carrière professionnelle
Shahrbanoo Sadat réalise Vice Versa One (Yeke Varune), un premier court métrage de fiction sélectionné à la Quinzaine des Réalisateurs du Festival de Cannes en 2011. En 2013, elle fonde à Kaboul sa propre société de production nommée Wolf Pictures puis co-réalise avec la productrice germano-danoise Katja Adomeit, le court métrage hybride Not At Home. Sélectionné au Festival international du film de Rotterdam (IFFR) en 2014, le projet mêle à la reconstruction d'un véritable camp de réfugiés allemand, la participation de réfugiés jouant des extras, l'histoire fictive d'une famille à Kaboul et un entretien avec un réfugié afghan.
Première femme réalisatrice originaire d'Afghanistan, Shahrbanoo Sadat est également la plus jeune réalisatrice jamais sélectionnée pour la résidence Cinéfondation de Cannes, où elle démarre à tout juste 20 ans l'écriture de son premier long métrage Wolf and Sheep. Sorti en 2016, le film s'inspire de son adolescence dans un village rural de la minorité ethnico-religieuse hazara, du centre de l’Afghanistan. La réalisatrice y décrit son désir d'émancipation entre l’autorité parentale et les traditions rurales. En compétition lors de la Quinzaine des Réalisateurs 2016, Wolf and Sheep est lauréat du Art Cinema Award.

## Filmographie
- 2011 : Vice Versa One (court métrage)
- 2013 : Not at Home (court métrage)
- 2016 : Wolf and Sheep
- 2019 : L'Orphelinat (Parwareshghah)

## Distinctions
- 2016 : Art Cinema Award, Wolf and Sheep, Quinzaine des réalisateurs, Festival de Cannes, France